# Samba Esquema Novo
Samba Esquema Novo é o álbum de estreia do cantor, violonista e compositor brasileiro Jorge Ben Jor. Foi lançado em LP em 1963, contando com o grupo de samba jazz Meirelles e os Copa 5 como banda de apoio.
Em 1994, a banda Mundo Livre S/A fez uma referência ao título do álbum no seu primeiro disco Samba Esquema Noise.

## Faixas
Todas as canções escritas por Jorge Ben Jor, exceto onde indicado.
| Lado A |                    |                  |         |  |
| N.º    | Título             | Compositor(es)   | Duração |  |
| 1.     | "Mas, que Nada!"   |                  | 3:01    |  |
| 2.     | "Tim, Dom, Dom"    | João Mello, Codó | 2:21    |  |
| 3.     | "Balança Pema"     |                  | 1:29    |  |
| 4.     | "Vem, Morena, Vem" |                  | 1:59    |  |
| 5.     | "Chove Chuva"      |                  | 3:02    |  |
| 6.     | "É Só Sambar"      |                  | 2:06    |  |

| Lado B |                            |                |         |  |
| N.º    | Título                     | Compositor(es) | Duração |  |
| 1.     | "Rosa, Menina Rosa"        |                | 2:15    |  |
| 2.     | "Quero Esquecer Você"      |                | 2:22    |  |
| 3.     | "Uala Uala-la"             |                | 2:09    |  |
| 4.     | "A Tamba"                  |                | 3:04    |  |
| 5.     | "Menina Bonita Não Chora"  |                | 2:11    |  |
| 6.     | "Por Causa de Você Menina" |                | 2:58    |  |

## Recepção da crítica
| Críticas profissionais | Críticas profissionais |
| Avaliações da crítica  | Avaliações da crítica  |
| Fonte                  | Avaliação              |
| ---------------------- | ---------------------- |
| Allmusic               | link                   |

Samba Esquema Novo está na lista dos 100 melhores discos da música brasileira na 15º posição. Na época do lançamento, a crítica do jornal O Estado de S. Paulo acreditou que o disco desapareceria rápido das lojas, tal como os 78 rotações lançados anteriormente por ele.

## Músicos participantes
Ficha dada pelo allmusic
- Jorge Ben Jor: Violão
- J.T. Meirelles: Flauta e saxofone
- Luís Carlos Vinhas: Piano
- Pedro Paulo: Trompete
- Manuel Gusmão: Baixo
- Dom Um Romão: Bateria

## Ficha técnica
Ficha dada pela página oficial do artista e pelo allmusic:
- Produção: Armando Pittigliani
- Técnico de som: Célio Martins
- Engenharia de som: Sylvio Rabello
- Capa: Paulo Breves
- Foto: Mafra
- Arranjos: Carlos Monteiro de Souza, Gaya, J. T. Meirelles, Luís Carlos Vinhas e Jorge Ben Jor
- Condução: Carlos Monteiro de Souza e Gaya

Remasterização:
- Coordenação, supervisão e conceito: Charles Gavin
- Supervisão: Maria Cecilia "Xixa" Nunes
- Coordenador gráfico: Geraldo Alves Pinto
- Design gráfico: Val Ayres
- Edição digital: Guilherme Calicchio
- Remasterização: Ricardo Garcia
- Assistente de estúdio: Ségio Chataigner

## Paradas
| Chart (2024)   | Peak position |
| -------------- | ------------- |
| Portugal (AFP) | 109           |